# Costasiella ocellifera
Costasiella ocellifera is een slakkensoort uit de familie van de Limapontiidae. De wetenschappelijke naam van de soort is voor het eerst geldig gepubliceerd in 1895 door Simroth.

## Beschrijving
Het lichaam van C. ocellifera heeft een witte, enigszins doorschijnende kleur en gespikkeld met kleine zwarte stippen. Het grootste deel van het bovenoppervlak van het lichaam is bedekt met puntige cerata. Net als het lichaam zijn de cerata ook doorschijnend, maar ze bevatten spijsverteringsklierkanalen, die groen lijken vanwege de chloroplasten die de zeeslak heeft verteerd. De cerata zijn georganiseerd in vijf tot zes diagonale rijen met vier cerata in elke rij. De toppen van de cerata zijn wit, met een licht oranje-gele ring net onder de punt. De cerata is gespikkeld met kleine zwarte, witte en blauwe iriserende vlekken. De bovenkant van het hoofd heeft een oranje-gele kleur en heeft twee grote hoornachtige rinoforen. Deze rinoforen zijn half-doorschijnend, maar naar de punt toe lijken ze zwart vanwege de grote clusters van zwarte stippen. 
Er zijn twee duidelijke zwarte ogen aanwezig tussen de rinoforen. Het gebied rond de ogen is bijna altijd helemaal wit en wordt soms beschreven als een oogmasker. Direct achter de ogen en rinoforen bevindt zich een blauwe oogvlek die het onderscheidende kenmerk van deze soort is. Ze hebben een staart die lijkt op de ceras. Deze naaktslakken, net als alle andere sacoglossan-slakken hebben een radula met slechts één rij tanden waarmee de slakken vakkundig de celwand van de algen, Avrainvillea, kunnen doorboren. Ten slotte zijn deze zeeslakken gemiddeld ongeveer 5 mm groot, maar ze kunnen wel 13 mm groot worden.

## Verspreiding
Deze Costasiella -soort is alleen gevonden in de tropische/subtropische Atlantische Oceaan, maar binnen die regio is hij op verschillende plaatsen gevonden, waaronder de Bahama's, Barbados, Belize (land), Bermuda, Dominicaanse Republiek, Florida, Honduras, Jamaica en sommige delen van Mexico.
Costasiella ocellifera leeft in ondiepe kustwateren en wordt bijna altijd aangetroffen op de plantensoort Avrainvillea nigricans.  In feite hangt de verspreiding van deze zeeslak samen met de verspreiding van de Avrainvillea-algen. 